# Ольховський (Куйбишевський район)
Ольхо́вський (рос. Ольховский) — хутір у Куйбишевському районі Ростовської області Росії. Входить до складу Куйбишевського сільського поселення.

## Географія
Географічні координати: 47°48' пн. ш. 38°51' сх. д. Часовий пояс — UTC+4.
Хутір Ольховський розташований на південному схилі Донецького кряжу. Відстань до районного центру, села Куйбишева, становить 5 км.

### Урбаноніми
- вулиці — Гірська, Миру, Молодіжна, Степова, Центральна;
- провулки — Робочий, Широкий[2].

## Історія
Точна дата заснування хутора Ольховський невідома, однак на земельному кресленні, що було складене Міуським окружним правлінням у 1820 році на правому березі річки Ольхової позначалися хутори, які належали генералу Мартинову Дмитру Мартиновичу.
У 1868 році на території поселення налічувалося 49 дворових господарств і мешкало 455 жителів (чоловіків — 235, жінок — 220).

## Населення
За даними перепису населення 2010 року на території хутора проживало 251 особа. Частка чоловіків у населенні складала 48,6% або 122 особи, жінок — 51,4% або 129 осіб.

## Пам'ятки
На території хутора знаходиться братська могила з 805 радянськими воїнами, які загинули під час Другої світової війни.